# باربرا إيفانز
باربرا إيفانز (بالبرتغالية: Bárbara Evans‏) هي عارضة برازيلية، ولدت في 22 مايو 1991 في ريو دي جانيرو في البرازيل.

## وصلات خارجية
- الموقع الرسمي
- باربرا إيفانز على موقع IMDb (الإنجليزية)